# Generalfeldmarschall
Pour les articles homonymes, voir Maréchal.
Generalfeldmarschall ou Feldmarschall est un grade militaire d'officier général supérieur dans les armées allemande, autrichienne, et russe impériale.

## Généralités
Le titre trouve son origine dans les armées du Saint-Empire, avant d'entrer en usage dans les armées prussienne et autrichienne, où il acquiert une signification différente, puis dans l'armée de l'Allemagne impériale et enfin dans la Wehrmacht (les forces armées du Troisième Reich).
Ce grade fut aussi employé par la Russie, la Suède et l'Angleterre (Field Marshal General). 
Parfois appelée « feld-maréchal » en français, Feldmarschall est la traduction littérale de « maréchal de campagne » et non de « maréchal de camp » qui est d'un niveau hiérarchique beaucoup moins élevé. Il correspond à la dignité de maréchal de France utilisée en France depuis l'Ancien Régime, à la différence près que le titre de maréchal de France ne confère pas de commandement militaire opérationnel depuis la fin de la Première Guerre mondiale.

## Usages par pays

### Autriche
En Autriche, le grade de Generalfeldmarschall fut le grade le plus élevé de l'empire d'Autriche (1804-1867) et de l'Empire austro-hongrois (1867-1918). Le grade est exclusivement attribué à des militaires ayant fait carrière au sein de l'armée, ce qui n'exclut pas qu'il soit décerné à titre honorifique. Il correspond peu ou prou à celui de Großadmiral de la marine, ce dernier ne différant que par son caractère essentiellement maritime.

### Allemagne
Le grade de Feldmarschal, équivalent au grade de « maréchal de camp », est utilisé depuis le XVIe siècle dans le Saint-Empire romain germanique. Le grade de Generalfeldmarschall est moins ancien : utilisé depuis le XVIIIe siècle, notamment par la Prusse, le rang hiérarchique de ce grade dépend de la période concernée.

#### Deutsches Heer
- Generalfeldmarschall
- Generaloberst (depuis 1854)
- General (général d'une arme en particulier, par exemple General der Infanterie pour général d'infanterie)
- Generalleutnant
- Generalmajor

#### Wehrmacht
Armée régulière allemande de 1935 à 1945 : les titres qui suivent sont ceux portés dans la Heer (l'Armée de terre) et la Luftwaffe (l'Armée de l'air) ; dans la Kriegsmarine, le titre équivalent à celui de Generalfeldmarschall est : Großadmiral.
- Reichsmarschall (grade attribué au seul Hermann Göring, unique détenteur du titre en conséquence)
- Generalfeldmarschall (grade le plus élevé dans la hiérarchie militaire, après celui de Reichsmarschall)
- Generaloberst
- General (général d'une arme en particulier, par exemple General der Artillerie pour général d'artillerie)
- Generalleutnant
- Generalmajor

#### Waffen-SS
Branche paramilitaire et milice du parti national-socialiste de 1933 à 1945.
- Reichsführer-SS (peut être considéré comme un équivalent au grade de Generalfeldmarschall dans l'armée régulière ; le détenteur le plus connu du grade de Reichsführer a été Heinrich Himmler)
- SS-Oberst-Gruppenführer (équivalent de Generaloberst dans l'armée régulière)
- SS-Obergruppenführer (équivalent de General dans l'armée régulière)
- SS-Gruppenführer (équivalent de Generalleutnant dans l'armée régulière)
- SS-Brigadeführer (équivalent de Generalmajor dans l'armée régulière)

#### Generalfeldmarschalldu Troisième Reich
Ce grade était le grade le plus élevé attribué à l'époque du Troisième Reich, dans la Wehrmacht (l'Armée allemande), en l'occurrence dans la Heer (l'Armée de terre) et dans la Luftwaffe (l'Armée de l'air). Il était l’équivalent du grade de Grossadmiral attribué à deux amiraux de la Kriegsmarine : Raeder en 1939 et Dönitz en 1943.
Le 19 juillet 1940 lors d’une cérémonie à Berlin, un grade de rang supérieur a toutefois été créé à l'attention spéciale de Hermann Göring, lequel était Generalfeldmarschall depuis 1938, pour le distinguer des généraux qui allaient être promus Generalfeldmarschall dans l’Armée de terre (la Heer), et surtout dans l'Armée de l'air (la Luftwaffe) car il en était le commandant en chef. En outre, cette nomination par Hitler le désignait également comme étant un successeur potentiel à la tête du Troisième Reich.
Les militaires allemands qui ont porté le grade de Generalfeldmarschall à l'époque du Troisième Reich dans la Heer (l'Armée de terre) et la Luftwaffe (l'Armée de l'air) — la mention (L) a été ajoutée pour identifier un membre de la Luftwaffe — ont été les suivants :
1. 20 avril 1936 – Werner von Blomberg (1878-1946[b]), Reichswehrminister de 1933 à 1935, Reichskriegsminister[c] de 1935 à 1938 ;
2. 4 février 1938 – Hermann Göring (1893-1946, suicide) (L), commandant en chef de la Luftwaffe, il est promu Reichsmarschall[d] le 19 juillet 1940 ;
3. 19 juillet 1940[d] – Fedor von Bock (1880-1945[e]), Heeresgruppenführer ;
4. 19 juillet 1940 – Walther von Brauchitsch (1881-1948[b]), commandant en chef de l'Armée de terre de février 1938 à décembre 1941 ;
5. 19 juillet 1940 – Wilhelm Keitel (1882-1946, exécuté par les Alliés), chef de l’Oberkommando der Wehrmacht[f] de 1938 à 1945 ;
6. 19 juillet 1940 – Albert Kesselring (1885-1960) (L), Luftflottenführer[g], Heeresgruppenführer[h] et Oberbefehlshaber Süd[i] ;
7. 19 juillet 1940 – Günther von Kluge (1882-1944, suicide[j]), Heeresgruppenführer[h] et Oberbefehlshaber West[k] ;
8. 19 juillet 1940 – Wilhelm von Leeb (1876-1956), Heeresgruppenführer[h] ;
9. 19 juillet 1940 – Wilhelm List (1880-1971), Heeresgruppenführer[h] ;
10. 19 juillet 1940 – Erhard Milch (1892-1972) (L), inspecteur général pour la Luftwaffe ;
11. 19 juillet 1940 – Walter von Reichenau (1884-1942[l]), Heeresgruppenführer[h] ;
12. 19 juillet 1940 – Gerd von Rundstedt (1875-1953), Heeresgruppenführer[h] et Oberbefehlshaber West[k] ;
13. 19 juillet 1940 – Hugo Sperrle (1885-1953) (L), Luftflottenführer[g] ;
14. 19 juillet 1940 – Erwin von Witzleben (1881-1944, exécuté par les nazis[j]), Oberbefehlshaber West[k] jusqu'en 1942 ;
15. 31 octobre 1940 – Eduard von Böhm-Ermolli (1856-1941[m]), Feldmarschall de l'armée austro-hongroise, promu Generalfeldmarschall du IIIe Reich à titre honorifique ;
16. 22 juin 1942 – Erwin Rommel « Le Renard du désert » (1891-1944, poussé au suicide[j]), commandant en chef de l'Afrikakorps et Heeresgruppenführer[h] ;
17. 30 juin 1942 – Georg von Küchler (1881-1968), Heeresgruppenführer[h] ;
18. 30 juin 1942 – Erich von Manstein (1887-1973), Heeresgruppenführer[h] ;
19. 30 janvier 1943 – Friedrich Paulus (1890-1957[n]), Armeeführer[o] ;
20. 1er février 1943 – Ernst Busch (1885-1945[b]), Heeresgruppenführer[h] ;
21. 1er février 1943 – Ewald von Kleist (1881-1954[p]), Panzergruppenführer, Heeresgruppenführer[h] ;
22. 1er février 1943 – Maximilian von Weichs (1881-1954), Heeresgruppenführer[h] ;
23. 16 février 1943 – Wolfram von Richthofen (1895-1945[b]) (L), Luftflottenführer[g] ;
24. 1er mars 1944 – Walter Model (1891-1945, suicide), Heeresgruppenführer[h] et Oberbefehlshaber West[k] ;
25. 5 avril 1945 – Ferdinand Schörner (1892-1973), Heeresgruppenführer[h] ;
26. 25 avril 1945 – Robert von Greim (1892-1945, suicide) (L), Luftflottenführer[g], et en avril 1945 commandant en chef de la Luftwaffe, en remplacement de Göring évincé.

### Empire russe

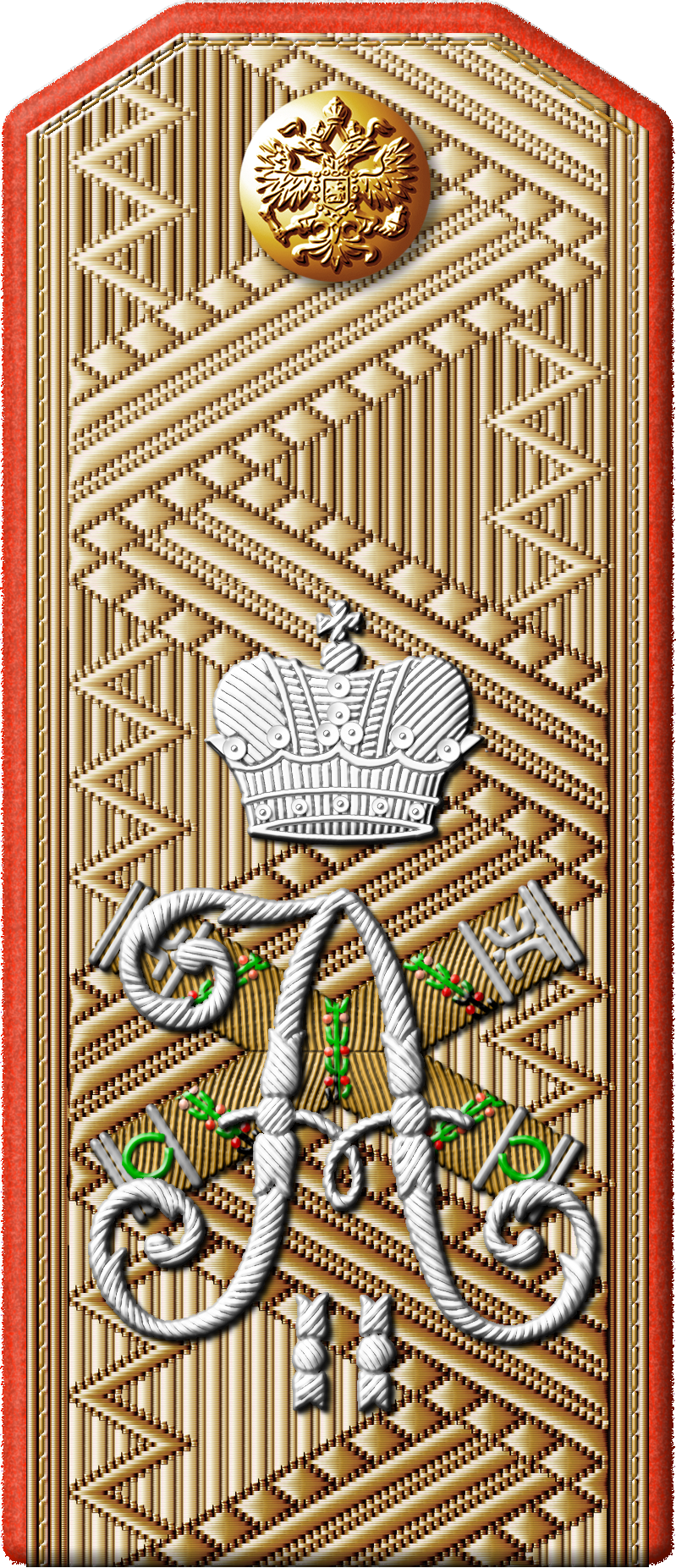
Patte d’épaule de Generalfeldmarschall de l’Armée impériale russe.

Créé en 1699 par Pierre le Grand sur le modèle austro-allemand, le rang de Generalfeldmarschall (en russe : Генерал-фельдмаршал), le plus élevé des rangs de généraux, fut décerné 54 fois (et 14 fois à titre honorifique à des militaires étrangers) avant son abrogation en 1917.

#### Liste desGeneralfeldmarschallde l’armée impériale russe
1. 19 août 1700 — comte Fiodor Alekseïevitch Golovine (1650-1706)
2. 19 avril 1700 — Charles Eugène de Croÿ (1651-1702)
3. 1701 — comte Boris Petrovitch Cheremetiev (1652-1719)
4. 7 juillet 1709 — prince Alexandre Danilovitch Menchikov (1673-1729)
5. 7 mai 1724 — prince Anikita Ivanovitch Repnine (1668-1726)
6. 21 mai 1725 — prince Mikhaïl Mikhaïlovitch Golitsyne (1675-1730)
7. 10 mars 1726 — comte Jan Kazimierz Sapieha († 1730)
8. 1726 — comte Jacob Bruce (1670-1735)
9. 25 février 1728 — prince Vassili Vladimirovitch Dolgoroukov (1667-1746)
10. 25 février 1728 — prince Ivan Iourievitch Troubetskoï (1667-1750)
11. 7 mars 1732 — comte Burckhardt Christoph von Münnich (1683-1767)
12. 17 février 1736 — comte Peter de Lacy (1678-1751)
13. 25 avril 1742 — Ludwig Gruno von Hessen-Homburg (1705-1745)
14. 5 septembre 1756 — prince Nikita Iourievitch Troubetskoï (1700-1767)
15. 5 septembre 1756 — comte Alexandre Borissovitch Boutourline (1694-1767)
16. 5 septembre 1756 — comte Alexis Razoumovski (1709-1771)
17. 5 septembre 1756 — Stepan Fiodorovitch Apraxine (1702-1758)
18. 18 août 1759 — comte Piotr Saltykov (1698-1772)
19. 28 décembre 1761 — comte Alexandre Chouvalov (1710-1771)
20. 28 décembre 1761 — comte Pierre Ivanovitch Chouvalov (1711-1762)
21. 9 janvier 1762 — Pierre-Auguste de Schleswig-Holstein-Sonderbourg-Beck (1697-1775)
22. 9 février 1762 — Georges-Louis de Holstein-Gottorp (1719-1763)
23. 1762 — comte Alexis Bestoujev-Rioumine (1693-1766)
24. 1764 — Kirill Razoumovski (1728-1803)
25. 20 octobre 1769 — prince Alexandre Mikhaïlovitch Golitzine (1718-1783)
26. 1770 — comte Piotr Alexandrovitch Roumiantsev (1725-1796)
27. 1773 — comte Zakhar Tchernychev (1722-1784)
28. 1784 — prince Grigori Potemkine (1736-1791)
29. 1794 — prince Alexandre Souvorov (1729-1800)
30. 1796 — prince Nikolaï Saltykov (1736-1816)
31. 1796 — prince Nicolas Repnine (1734-1801)
32. 1796 — comte Nicolas Repnine (1726-1797)
33. 15 décembre 1796 — comte Ivan Petrovitch Saltykov (1730-1805)
34. 5 avril 1797 — comte Johann-Martin von Elmpt (1725-1802)
35. 5 avril 1797 — comte Valentin Platonovitch Moussine-Pouchkine (1735-1804)
36. 5 avril 1797 — comte Mikhaïl Kamenski (1738-1809)
37. 26 octobre 1797 — duc Victor-François de Broglie (1718-1804)
38. 1807 — prince Alexandre Prozorovski (1732-1809)
39. 1807 — comte Ivan Goudovitch (1741-1820)
40. 1812 — prince Mikhaïl Koutouzov (1745-1813)
41. 1814 — prince Michel Barclay de Tolly (1761-1818)
42. 1826 — prince Pierre Wittgenstein (1768-1843)
43. 1826 — prince Fabian Gottlieb von Osten-Sacken (1752-1837)
44. 1829 — comte Hans Karl von Diebitsch (1785-1831)
45. 1829 — prince Ivan Paskevitch (1782-1856)
46. 6 décembre 1850 — prince Pierre Mikhaïlovitch Volkonsky (1776-1852)
47. 26 août 1856 — prince Mikhaïl Semionovitch Vorontsov (1782-1856)
48. 1859 — prince Alexandre Bariatinsky (1815-1879)
49. 1865 — comte Friedrich Wilhelm von Berg (1794-1874)
50. 16 avril 1878 — grand-duc Michel Nikolaïevitch de Russie (1832-1909)
51. 16 avril 1878 — grand-duc Nicolas Nikolaïevitch de Russie (1831-1891)
52. 30 avril 1878 (sur demande de l’armée) — empereur Alexandre II Nikolaïevitch (1818-1881)
53. 6 décembre 1894 — Iossif Gourko (1828-1901)
54. 16 août 1898 — comte Dmitri Milioutine (1816-1912)

Le grade a également été décerné à titre honorifique à des militaires ne servant pas dans l’armée impériale russe :
1. 1762 — Charles-Louis de Schleswig-Holstein-Sonderbourg-Beck (1690-1774)
2. 29 septembre 1774 — Louis IX de Hesse-Darmstadt (1719-1790)
3. 1818 — Arthur Wellesley duc de Wellington (1769-1852)
4. 1837 — Jean-Baptiste d'Autriche (1782-1859)
5. 1849 — comte Joseph Radetzky (1766-1858)
6. 1872 — Albert de Teschen (1817-1895)
7. 1872 — Friedrich Wilhelm, Kronprinz de Prusse, par la suite empereur Frédéric III (1831-1888)
8. 1872 — Albert de Prusse (1809-1872)
9. 1872 — Frédéric-Charles de Prusse (1828-1885)
10. 1872 — Charles de Prusse (1801-1883)
11. 1872 — Albert de Saxe (1828-1902)
12. 1872 — comte Helmuth Karl Bernhard von Moltke (1800-1891)
13. 15 août 1910 — Nicolas Ier de Monténégro (1841-1921)
14. 17 septembre 1912 — Carol Ier, roi de Roumanie (1839-1914).